# Howdenia coroicoensis
Howdenia coroicoensis är en skalbaggsart som beskrevs av Wittmer 1988. Howdenia coroicoensis ingår i släktet Howdenia och familjen Phengodidae. Inga underarter finns listade i Catalogue of Life.